# The West
The West é um jogo de RPG em tempo real e online de temática do velho oeste. Criado pela empresa alemã InnoGames também criadora de outros jogos online, como Tribal Wars. O objetivo principal do jogo é criar um personagem e evoluir seu nível e habilidades através de Missões, trabalhando, duelando ou ao participar de batalhas de forte.
Do ponto de vista da criação, é um jogo bastante inovador, visto que foram implantadas sucessivas melhorias a cada atualização, como o jogo de poquer, ofícios, expansão dos itens do jogo entre outras, que podem ser conferidos no blog dos desenvolvedores periodicamente.
Possui um site de ajuda onde podem ser consultadas as regras e tutoriais para iniciantes.